# Pittenhart

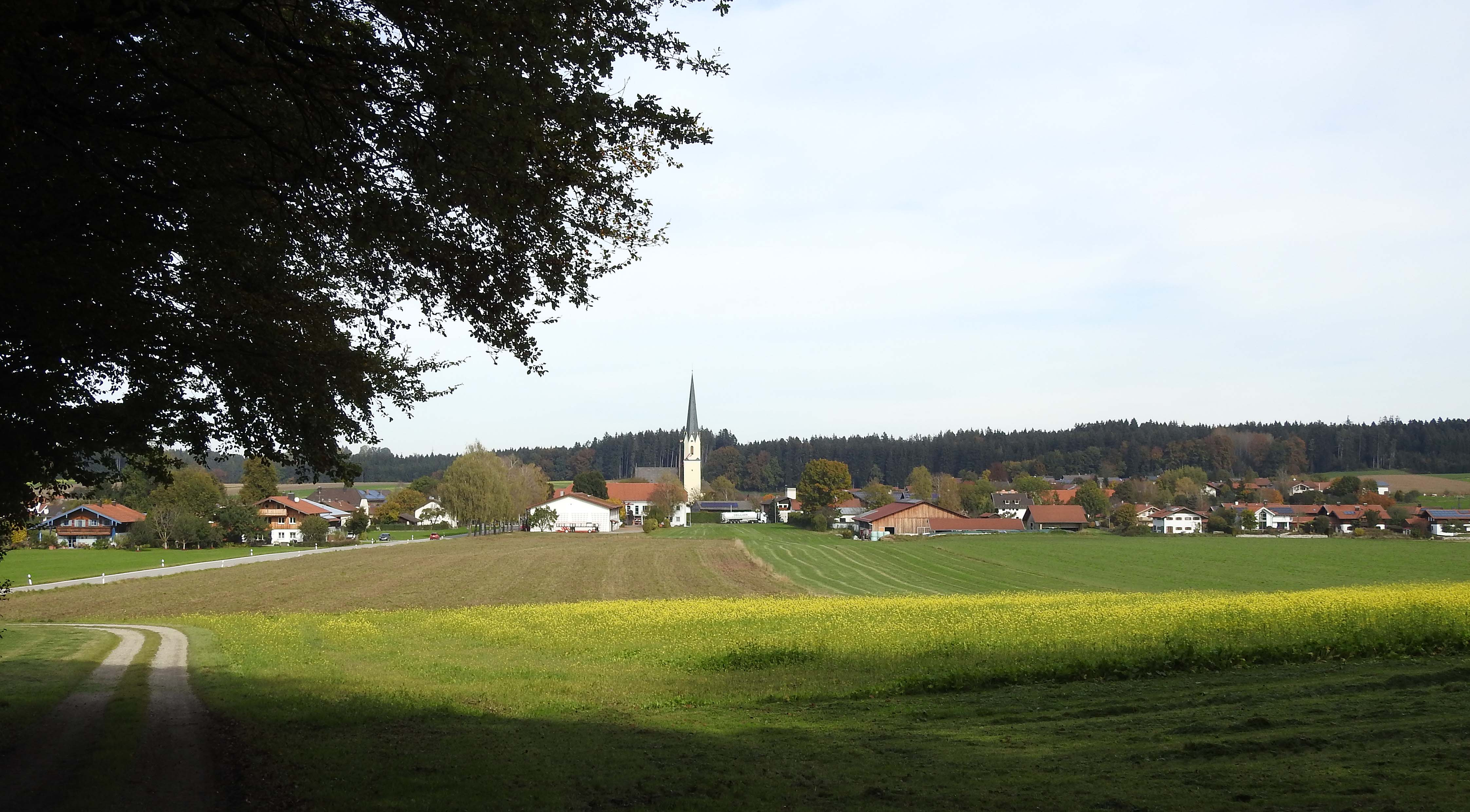
Pittenhart von Süden

Pittenhart ist eine Gemeinde und ein Pfarrdorf  im oberbayerischen Landkreis Traunstein. Die Gemeinde ist Mitglied der Verwaltungsgemeinschaft Obing.

## Gemeindegliederung
Es gibt 28 Gemeindeteile (in Klammern ist der Siedlungstyp angegeben):
- Aiglsham (Weiler)
- Aindorf (Dorf)
- Allerding (Weiler)
- Altersham (Dorf)
- Apping (Einöde)
- Bahnhof
- Eschenau (Dorf)
- Fachendorf (Weiler)
- Fremdling (Weiler)
- Gramelberg (Weiler)
- Heinrichsberg (Einöde)
- Hinzing (Dorf)
- Lochen (Einöde)
- Maiering (Weiler)
- Mallerting (Einöde)
- Niederbrunn (Weiler)
- Niederham (Weiler)
- Nöstlbach (Dorf)
- Oberbrunn (Dorf)
- Pittenhart (Pfarrdorf)
- Rachertsfelden (Weiler)
- Rothbuch (Einöde)
- Schachen (Einöde)
- Straßberg (Einöde)
- Taxenberg (Weiler)
- Walzach (Einöde)
- Wimm (Einöde)
- Windschnur (Weiler)

## Geschichte

### Bis zum 19. Jahrhundert
Im Jahre 924 erfolgte die erste Erwähnung des Ortsteiles Oberbrunn als „Brunn“ im Salzburger Urkundenbuch.
1195 wurde eine erste Kirche in Pittenhart urkundlich erwähnt. Im Jahre 1818 entstand durch das Gemeindeedikt die Gemeinde Pittenhart, die deckungsgleich mit der Pfarrei war. Die um 1530/35 entstandene Hofmark Oberbrunn wurde wegen der geringen Größe der Gemeinde Pittenhart zugeschlagen. In den Jahren 1846 bis 1848 wurde die Kirche in Pittenhart erweitert.

### Ausgliederungen
Am 1. Januar 1982 wurde ein Gebietsteil mit damals etwa 40 Einwohnern an die Nachbargemeinde Amerang (Landkreis Rosenheim) abgetreten.

### Einwohnerentwicklung
Zwischen 1988 und 2018 wuchs die Gemeinde von 1356 auf 1801 um 445 Einwohner bzw. um 32,8 %.
| 1840 | 1871 | 1900 | 1925 | 1939 | 1950 | 1961 | 1970 | 1987 | 1991 | 1995 | 2001 | 2005 | 2010 | 2015 |
| 984  | 999  | 1076 | 1284 | 1136 | 1460 | 1175 | 1237 | 1320 | 1423 | 1553 | 1640 | 1660 | 1667 | 1782 |

## Politik
Josef Reithmeier (CSU) ist seit 1. Mai 2014 Erster Bürgermeister; am 15. März 2020 wurde er mit 63,8 % der Stimmen wieder gewählt.
Dem Gemeinderat der Amtszeit 2020 bis 2026 gehören je sechs Vertreter der CSU (53,6 %) und der Freien Wähler (46,4 %) an.

## Baudenkmäler

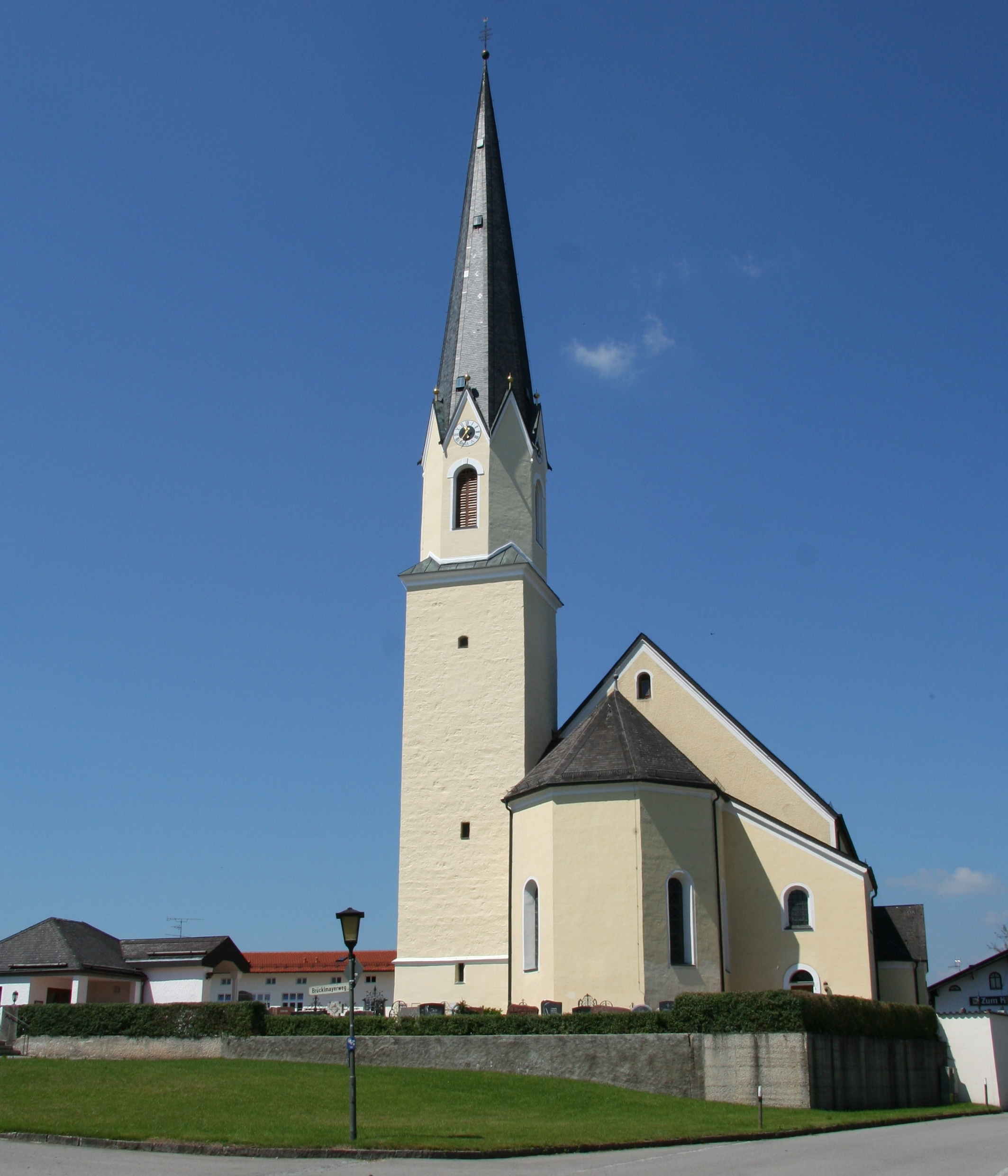
Pfarrkirche St. Nikolaus

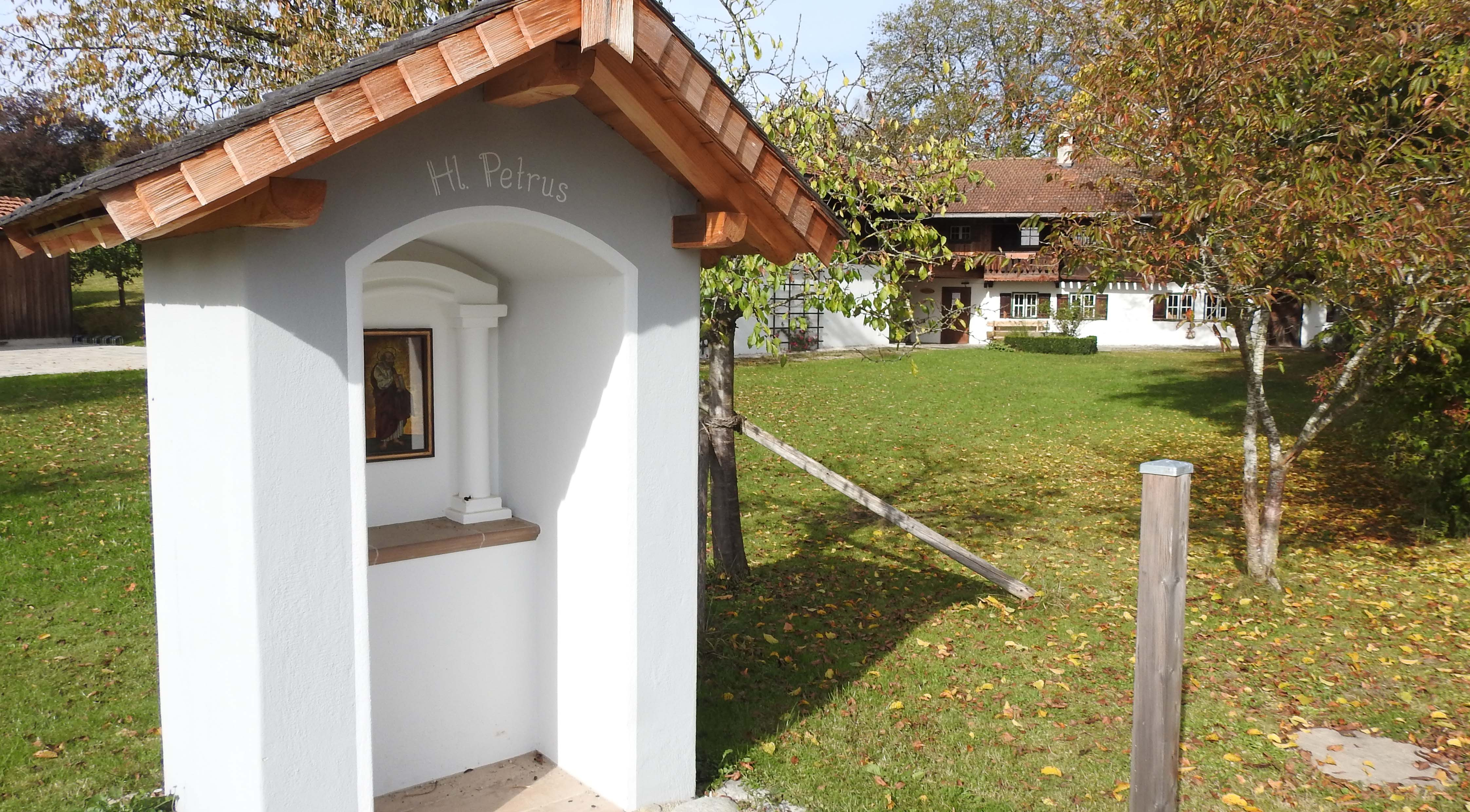
Museum Hilgerhof in Niederbrunn

## Wappen
| Wappen von Pittenhart | Blasonierung: „In Blau ein schräglinks gestellter goldener Streitkolben, dem rechtwinklig ein silbernes Seeblatt an gebogenem Stiel aufgelegt ist.“ |
| Wappen von Pittenhart | |

## Verkehr
Pittenhart besitzt zwei Bedarfshaltestellen (Aindorf und Pittenhart) an der im Touristikverkehr nur im Sommerhalbjahr sonntags betriebenen Chiemgauer Lokalbahn.